# Cephaloleia facetus
Cephaloleia facetus es un coleóptero de la familia Chrysomelidae.
Fue descrita científicamente en 1996 por Staines.